# Ralph Doubell
Ralph Douglas Doubell (Melbourne, 11 februari 1945) is een voormalig Australisch atleet.

## Biografie
Doubell won tijdens de Olympische Zomerspelen 1968 in het Mexicaanse Mexico-stad de gouden medaille op de 800 meter.

## Palmares

### 800 m
- 1968:  OS - 1.44,3 WR

## Persoonlijke records
| Onderdeel | Prestatie | Datum           | Plaats      |
| --------- | --------- | --------------- | ----------- |
| 800m      | 1.44,3    | 15 oktober 1968 | Mexico-stad |

1896: Teddy Flack ·
1900: Alfred Tysoe ·
1904: Jim Lightbody ·
1908: Mel Sheppard ·
1912: Ted Meredith ·
1920: Albert Hill ·
1924: Douglas Lowe ·
1928: Douglas Lowe ·
1932: Tommy Hampson ·
1936: John Woodruff ·
1948: Mal Whitfield ·
1952: Mal Whitfield ·
1956: Tom Courtney ·
1960: Peter Snell ·
1964: Peter Snell ·
1968: Ralph Doubell ·
1972: Dave Wottle ·
1976: Alberto Juantorena ·
1980: Steve Ovett ·
1984: Joaquim Cruz ·
1988: Paul Ereng ·
1992: William Tanui ·
1996: Vebjørn Rodal ·
2000: Nils Schumann ·
2004: Joeri Borzakovski ·
2008: Wilfred Bungei ·
2012: David Rudisha ·
2016: David Rudisha ·
2020: Emmanuel Korir ·
2024: Emmanuel Wanyonyi